# 懷特城 (伊利諾伊州)
懷特城（英語：White City）是位於美國伊利諾伊州馬庫平縣的一個村落。

## 地理
懷特城的座標為39°04′21″N 89°45′51″W / 39.07250°N 89.76417°W，而該地最高點為海拔高度199米（即653英尺）。

## 人口
根據2010年美國人口普查的數據，懷特城的面積為3.15平方千米，當中陸地面積為3.14平方千米，而水域面積為0.01平方千米。當地共有人口232人，而人口密度為每平方千米73人。